# Felix Klieser

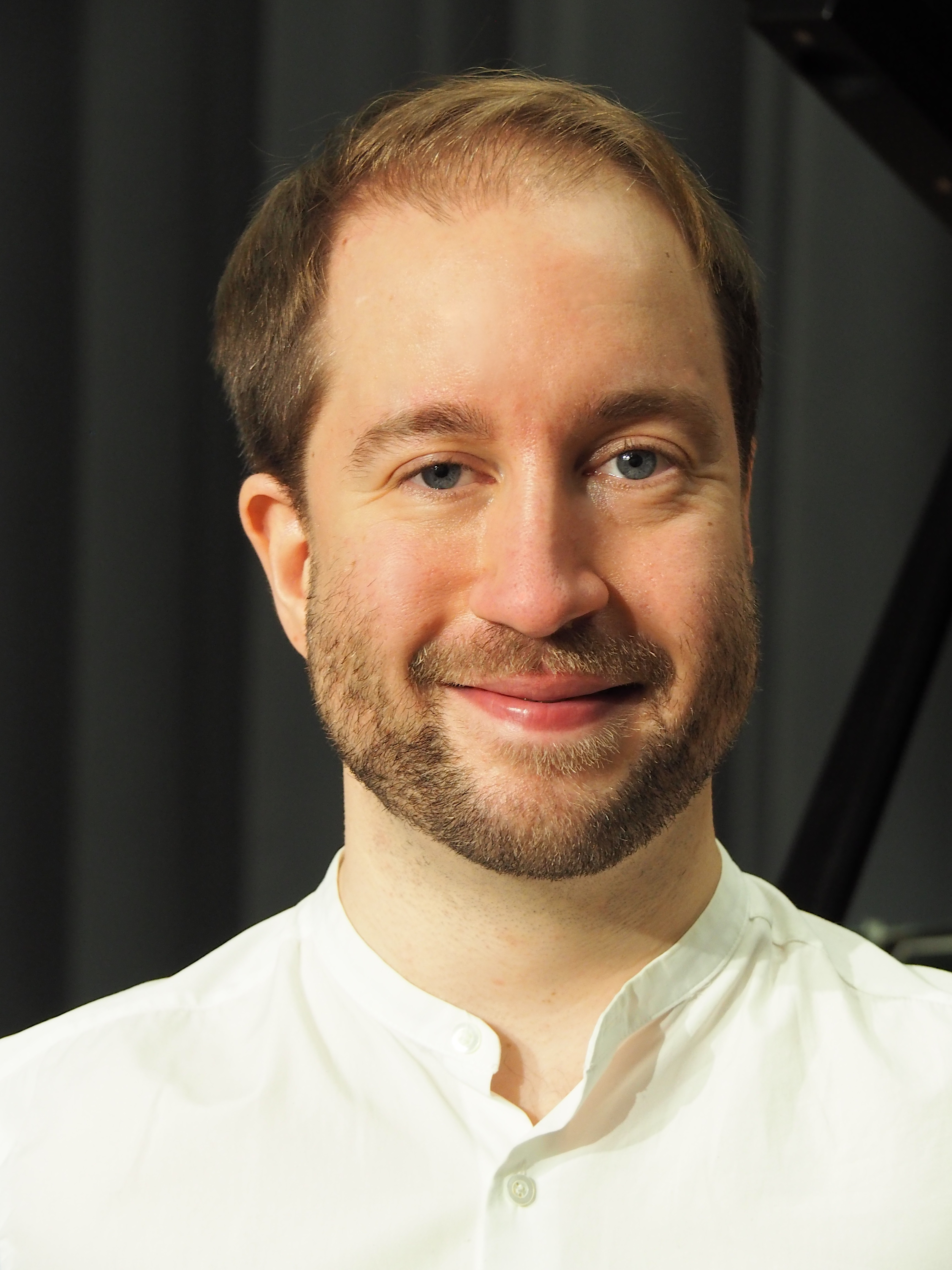
Felix Klieser (2020)

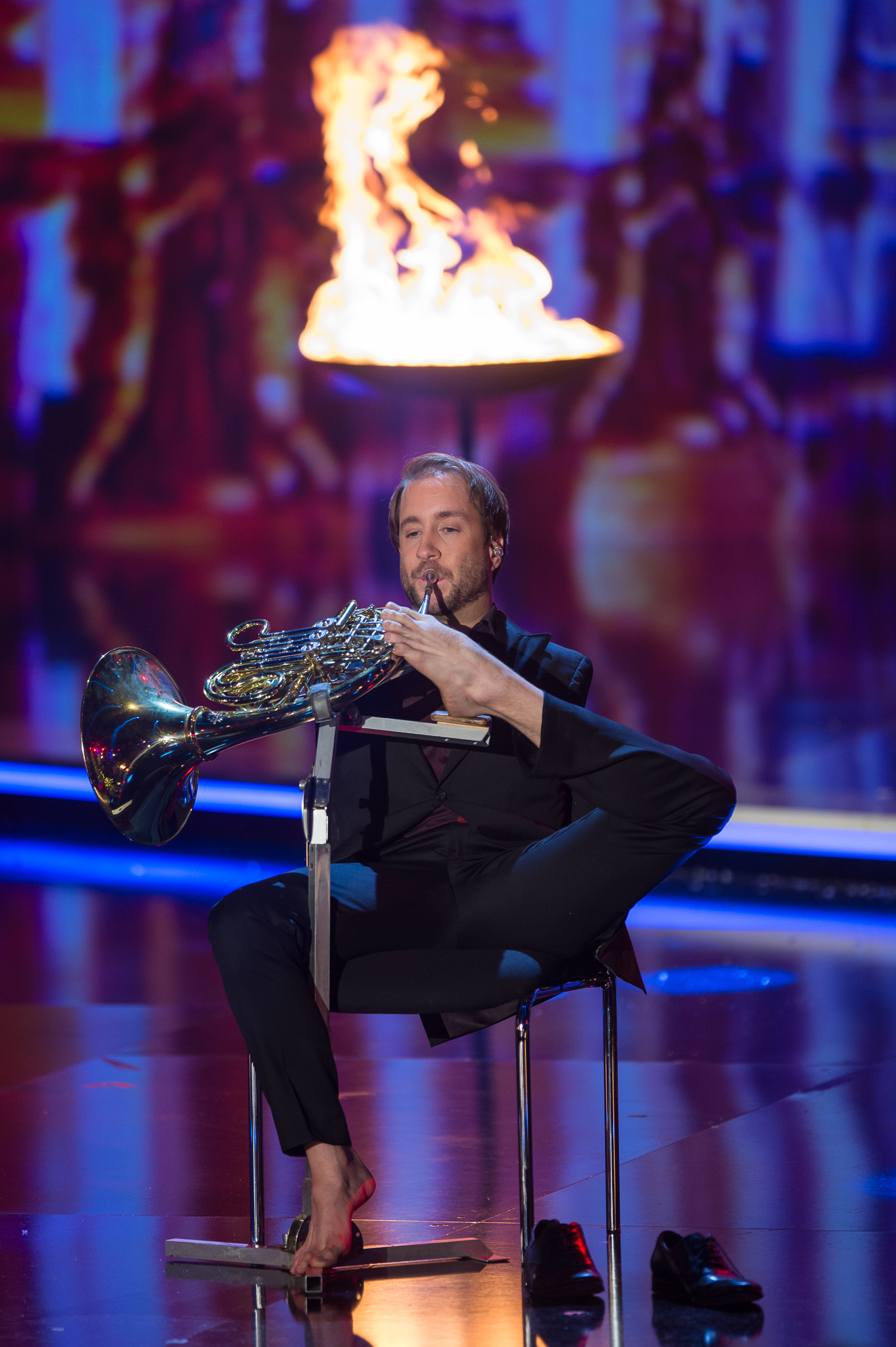
Felix Klieser beim Spielen des Horns (2017)

Felix Klieser (* 1991 in Göttingen) ist ein deutscher Hornist.

## Leben
Bereits im Alter von vier Jahren hatte Klieser den Wunsch, Horn zu spielen. Obwohl er ohne Arme geboren wurde, erhielt er mit fünf Jahren den ersten Unterricht. Er lernte, die Ventile mit den Zehen des linken Fußes zu bedienen. Dabei ist das Instrument auf einem speziellen, von einem Instrumentenbauer für ihn entwickelten Metallständer stabil befestigt. Er ist damit in der Lage, allen in der Hornliteratur bekannten Anforderungen an die Geläufigkeit zu genügen. Ebenso erarbeitete er sich eine spezifische Ansatztechnik, die ihn den typischen weichen und dunklen Klang des Horns auch ohne Hand im Schalltrichter (Stopftechnik) erzeugen lässt. Sollte diese für das Horn übliche Spieltechnik einmal unumgänglich sein, nutzt er einen ebenfalls für ihn entwickelten mechanischen Apparat zum Stopfen, den er mit dem rechten Fuß bedienen kann.
Im Alter von 13 Jahren studierte er als Jungstudent an der Musikhochschule Hannover, es folgte dort ab 2010 sein reguläres Studium bei Markus Maskuniitty, dem ehemaligen Solohornisten der Berliner Philharmoniker. Meisterkurse absolvierte Klieser u. a. bei Peter Damm. Neben seinem Studium konzertierte er als Solist in Deutschland und den Nachbarländern.
Von 2008 bis 2011 gehörte Klieser dem Bundesjugendorchester an, mit dem er in bedeutenden Konzertsälen im In- und Ausland konzertierte. 2010 erhielt er in Innsbruck den Life Award in der Kategorie „Kunst und Kultur“.
2019 spielte Klieser sämtliche Konzerte für Horn und Orchester von Wolfgang Amadeus Mozart gemeinsam mit der Camerata Salzburg ein.

## Preise
Klieser gewann als Jugendlicher zahlreiche Preise bis hin zum Bundeswettbewerb Jugend musiziert. 2014 wurde er mit dem Echo-Klassik-Preis in der Kategorie „Nachwuchskünstler des Jahres (Horn)“ sowie dem Musikpreis des Verbandes der Deutschen Konzertdirektionen ausgezeichnet. Den Leonard Bernstein Award erhielt er 2016.

## Diskografie
- Reveries – romantische Musik für Horn und Klavier. Mit Christof Keymer, Klavier (Berlin Classics; 2013)
- Joseph & Michael Haydn – Horn Concertos. Württembergisches Kammerorchester Heilbronn, Dirigent: Ruben Gazarian (Berlin Classics; 2015)
- Horntrios von Duvernois, Brahms, Koechlin, Kahn. Mit Herbert Schuch, Klavier und Andrej Bielow, Violine (Berlin Classics; 2017)
- Wolfgang Amadeus Mozart: Hornkonzerte Nr.1–4. Mit der Camerata Salzburg (Berlin Classics; 2019)
- Beyond Words – Barock-Arien für Horn. Mit den Chaarts Chamber Artists (Berlin Classics; 2020)

## Veröffentlichungen
- mit Céline Lauer: Fußnoten – ein Hornist ohne Arme erobert die Welt. Patmos-Verlag, 2014, ISBN 978-3-8436-0477-2.
- mit Jan Wehn: Stell dir vor, es geht nicht, und einer tut es doch – Wie wir lernen, mehr zu können, als wir denken. Econ Verlag, Berlin 2024, ISBN 978-3-430-21118-5.